# Vườn quốc gia El Palmar
Vườn Quốc gia El Palmar (tiếng Tây Ban Nha, Parque Nacional El Palmar) là một vườn quốc gia nằm ở trung tâm phía Tây của tỉnh Entre Ríos, Argentina, giữa đường tới Colón (54 km) và Concordia (60 km). Vườn quốc gia có diện tích khoảng 85 km ² và được thành lập năm 1966 để bảo tồn loài Cọ (Syagrus yatay).
Công viên có một hệ sinh thái xavan ôn đới ẩm, đặc trưng của vùng Mesopotamia, Argentina. Ngoài ra là các rừng cọ, đồng cỏ, rừng cây nhỏ và rừng bị chia cắt bởi các con suối chảy về phía đông vào sông Uruguay. Động vật địa phương bao gồm chim gõ kiến, đà điểu Nam Mỹ, cáo, chuột lang nước và Thỏ núi Viscacha.